# 요련씨
요련씨(중국어 정체자: 遙輦氏, 병음: Yáoniǎn)는 거란의 성씨 중 하나이며, 8개 부족이 연맹을 맺은 이후 연맹장(聯盟長)을 맡고 있던 대하씨(大賀氏)의 이소고(李邵固)가 가돌우(可突于)에게 살해당하자 요련굴렬(遙輦屈列)이 거란의 추장에 오르게 되어 요련씨가 새로 연맹장을 맡게 되었다.
그 뒤 906년 요련흠덕(遙輦欽德)이 질랄부(迭剌部)의 야율아보기(耶律阿保機)에게 대권을 넘겨 요련씨는 연맹장에서 내려왔으며, 이후 거란 각 부족들이 통일되어 요나라가 건국되었다.